# Depositphotos
Depositphotos es un mercado de contenido libre de regalías con sede en Nueva York, Estados Unidos. La empresa fue fundada por Dmitry Sergeev en noviembre de 2009 en Kiev, Ucrania. La biblioteca Depositphotos tiene más de 200 millones de archivos, incluidas fotos de stock libres de derechos, imágenes vectoriales, videoclips y archivos editoriales. En 2012, la biblioteca de Depositphotos superó los 10 millones de archivos en menos de cuatro años y fue considerado uno de los bancos de fotos de más rápido crecimiento en el mundo.
La biblioteca Depositphotos consta de 200 millones de archivos e incluye una comunidad de 100 000 contribuyentes.

## Historia

### 2009-2012
En noviembre de 2009, el empresario Dmitry Sergeev fundó Depositphotos en Kiev, Ucrania. En 2011, Depositphotos recibió 3 millones de dólares en fondos Serie A de inversiones de TMT que cotizan en AIM.

### 2013-2014
En 2013, en competencia directa con Foap y EyeEm Depositphotos lanzó Clashot, un servicio para vender y comprar fotografías de archivo móviles que recibió el premio a la Mejor Aplicación Móvil en Microstock Expo en Berlín.
Durante 2013, la biblioteca Depositphotos creció a 20 millones de archivos y registró su cliente número un millón. El mismo año, Forbes Ucrania le dio a la agencia de microstock una valoración de casi 100 millones de dólares. En 2014, Depositphotos lanzó Bird In Flight, una revista en línea sobre fotografía y cultura visual, que también incluye la revista en línea WAS y un premio internacional de fotografía "Bird In Flight Prize".

### 2015-2016
La segunda gran inversión de la empresa fue la del BERD y TMT Investments en diciembre de 2015. Al año siguiente, el tamaño de la biblioteca aumentó a 50 millones de archivos y la compañía lanzó Enterprise Solution, una plataforma para clientes corporativos y una colaboración en equipo más eficiente.

### 2017-2018
En 2017, Depositphotos anunció el lanzamiento de Crello, una herramienta de diseño gráfico en línea con plantillas listas para usar para crear diseños sin habilidades profesionales. El mismo año, la compañía abrió Lightfield Productions, el estudio de fotografía más grande de Europa del Este.

### 2019-2020
La biblioteca Depositphotos celebró 100 millones de archivos en 2019. Crello, una de las marcas de Depositphotos, lanzó sus aplicaciones móviles para iOS y Android . En 2019, se canceló la aplicación Clashot.

## Marcas

### Biblioteca Depositphotos
Actualmente Depositphotos cuenta con varios modelos de pago tanto para particulares como para empresas. Todas las imágenes se venden bajo una licencia libre de regalías con dos tipos principales de licencias: estándar y extendida. Los archivos editoriales están disponibles bajo una licencia estándar limitada.

### Crello
Crello es una herramienta de diseño gráfico en línea que permite crear diseños para redes sociales, blogs, materiales de marketing y otros tipos de anuncios de forma rápida y sin habilidades de diseño profesional. Crello cuenta con 25 mil plantillas diseñadas profesionalmente para diseños estáticos y más de 5 mil plantillas animadas. Crello tiene una biblioteca Depositphotos integrada, más de 500 mil fotos prémium y dos aplicaciones móviles para iOS y Android.

### Lightfield Productions
En 2017, Depositphotos abrió Lightfield Productions, el estudio de fotografía más grande de Europa del Este para ayudar a formar una comunidad de fotógrafos en Ucrania. El estudio también funciona como centro educativo y plataforma para eventos.

### Bird in Flight
Bird in Flight es una revista en línea sobre fotografía y cultura visual disponible en inglés, ucraniano y ruso. La revista presenta a fotógrafos y artistas internacionales que trabajan en diferentes géneros. Los temas cubiertos incluyen personas, eventos, proyectos y las últimas tendencias en la industria.

### WAS
WAS es una revista en línea que presenta historias fascinantes de todo el mundo, que combina el pasado con el presente en un formato de narración visual.

### Focused Collection
Lanzado en 2018, Focused es un mercado prémium para imágenes de archivo e incluye más de 400 mil imágenes de artistas y agencias seleccionados. Las agencias asociadas incluyen 500px, Image Source y StockFood.

## Eventos y proyectos

### Social Media Week Kiev
En 2018 y 2019, Depositphotos organizó Social Media Week Kiev como parte de la Semana de las redes sociales que se celebra anualmente en las principales ciudades del mundo.

### Creative Loop
En 2019, Depositphotos lanzó Creative Loop, un evento internacional para creadores interesados en el diseño, la publicidad y la producción.

### OFFF Kiev
En 2019, Depositphotos organizó el festival internacional de creatividad OFFF Kiev y apoyó la exposición de arte Ucrania WOW.